# فرانك جاستمبيد
فرانك جاستمبيد (بالفرنسية: Franck Gastambide)‏ هو كاتب سيناريو ومخرج وممثل فرنسي، ولد في 31 أكتوبر 1978 في فرنسا.

## وصلات خارجية
- فرانك جاستمبيد على موقع IMDb (الإنجليزية)
- فرانك جاستمبيد على موقع روتن توميتوز (الإنجليزية)
- فرانك جاستمبيد على موقع ألو سيني (الفرنسية)
- فرانك جاستمبيد على موقع ميوزك برينز (الإنجليزية)
- فرانك جاستمبيد على موقع أول موفي (الإنجليزية)
- فرانك جاستمبيد على موقع قاعدة بيانات الفيلم (الإنجليزية)
- فرانك جاستمبيد على موقع كينوبويسك (الروسية)